# Tchistopolski (distrito)
O distrito de Tchistopolski (russo:  Чистопольский райо́н, tr. Tchistopolski raion) é um distrito do Tartaristão, uma das repúblicas da Rússia.